# Борец Кузнецова
Боре́ц Кузнецова (лат. Aconitum kusnezoffii) — многолетнее травянистое растение, вид рода Борец (Aconitum) семейства Лютиковые (Ranunculaceae).

## Распространение и экология
Ареал вида охватывает Восточную Сибирь, Приморье, Китай и Северную Корею.
Произрастает на лугах, по кустарниковым зарослям, на склонах гор и по опушкам лесов.

## Ботаническое описание
Корневище коническое, длиной около 3 см и шириной в верхней части 1,5—2 см. Стебель высотой 70—150 см, круглый, прямой, очень крепкий, равномерно облиственный.
Листья плотные, кожистые, с пластинкой длиной до 14 см и шириной до 20 см, длина черешков нижних листьев 4—8 см, до основания рассечены на 3 сегмента, сегменты расходящиеся, к основанию клиновидные, крупно-зубчатые, линейно-ланцетные или ланцетные, сверху и снизу голые, иногда лишь со слабым опушением и мелкой реснитчатостью по краям.
Соцветие — плотная кисть или сжатая метёлка; цветки тёмно-синие, яркие, иногда встречаются и белые. Шлем выпуклый, высотой 1 см, длиной 1,5—2 см, шириной на уровне носика — 1,5—2 см; средние доли околоцветника почти круглые или слегка неравнобокие, тонкореснитчатые, длиной 1,5—1,7 см и шириной 1,2—1,5 см; нижние доли — неравные, длиной 1,4—1,7 см и шириной, соответственно, 2—4 и 5—7 мм. Нектарники прямые, с широко вздутой пластинкой шириной 2,5—3 мм; шпорец небольшой, крючковидно загнутый, губа крупная, слабо двулопастная, загнутая кверху.

## Таксономия
Вид Борец Кузнецова входит в род Борец (Aconitum) трибы Живокостные (Delphinieae) подсемейства Лютиковые (Ranunculoideae) семейства Лютиковые (Ranunculaceae) порядка Лютикоцветные (Ranunculales).
|  |                       |  |                                               |                                               |                                         |  | ещё четыре подсемейства (согласно Системе APG II) | ещё четыре подсемейства (согласно Системе APG II) |                                           |  |  |  | ещё 2 рода              | ещё 2 рода          |  |  |
|  |                       |  |                                               |                                               |                                         |  | ещё четыре подсемейства (согласно Системе APG II) | ещё четыре подсемейства (согласно Системе APG II) |                                           |  |  |  | ещё 2 рода              | ещё 2 рода          |  |  |
|  |                       |  |                                               | семейство Лютиковые                           |                                         |  |                                                   |                                                   | триба Живокостные                         |  |  |  |                         | вид Борец Кузнецова |  |  |
|  |                       |  |                                               | семейство Лютиковые                           |                                         |  |                                                   |                                                   | триба Живокостные                         |  |  |  |                         | вид Борец Кузнецова |  |  |
|  | порядок Лютикоцветные |  |                                               |                                               | подсемейство Лютиковые (Ranunculoideae) |  |                                                   |                                                   | род Борец, или Аконит                     |  |  |  |                         |                     |  |  |
|  | порядок Лютикоцветные |  |                                               |                                               |                                         |  |                                                   |                                                   |                                           |  |  |  |                         |                     |  |  |
|  |                       |  | ещё десять семейств (согласно Системе APG II) | ещё десять семейств (согласно Системе APG II) |                                         |  |                                                   | ещё восемь триб (согласно Системе APG II)         | ещё восемь триб (согласно Системе APG II) |  |  |  | ещё от 250 до 300 видов |                     |  |  |
|  |                       |  |                                               | ещё десять семейств (согласно Системе APG II) |                                         |  |                                                   |                                                   | ещё восемь триб (согласно Системе APG II) |  |  |  |                         |                     |  |  |